# Ernst Grenz
Ernst August Grenz (né le 9 mars 1855 à Dantzig et mort le 20 mars 1921 à Dresde) est un dirigeant syndical et député du Reichstag.

## Biographie
Grenz étudie à l'école libre et intermédiaire de Dantzig et apprend le moulage à Lautenburg de 1870 à 1873. Entre 1885 et 1887, il est maître-mouleur indépendant à Aue (Erzgebirge), puis travaille à nouveau comme mouleur jusqu'en 1890. À la suite de réprimandes répétées, il est vendeur ambulant, magasinier et agent de voyages. Parfois, il est employé dans l'expédition du Leipziger Volkszeitung. En 1874-75, il est membre de l'association professionnelle Hirsch-Duncker, depuis 1876 social-démocrate, en 1878 cofondateur de la Halleschen Freien Presse et depuis le début des années 1880 pour l'organisation des métallurgistes ou formateurs. En 1884, il est cofondateur de l'association des consommateurs Leipzig-Plagwitz. Pendant plusieurs années, il est le second délégué syndical des formateurs allemands, cofondateur en 1891 de l'Association centrale des anciens allemands et en 1893 de l'organisation des magasiniers. Depuis 1890, il est candidat social-démocrate pour la 21e circonscription saxonne.
De 1903 à 1907 et de 1912 à 1918, il est député du Reichstag pour la 21e circonscription du Royaume de Saxe (Annaberg, Schwarzenberg, Johanngeorgenstadt) avec le SPD. De février 1919 jusqu'à sa mort, il est membre de la Chambre du peuple saxonne (de) et du Parlement de l'État saxon (de).